# Flecha Valona 1964
La Flecha Valona 1964 se disputó el 4 de mayo de 1964, y supuso la edición número 28 de la carrera. El ganador fue el belga Gilbert Desmet. Los holandeses Jan Janssen y Peter Post fueron segundo y tercero respectivamente.  

## Clasificación final
| Pos. | Ciclista            | Equipo                       | Tiempo   |
| ---- | ------------------- | ---------------------------- | -------- |
| 1    | Gilbert Desmet      | Wiel's-Groene Leeuw          | 6h16'41" |
| 2    | Jan Janssen         | Pelforth-Sauvage-Lejeune     | a 4"     |
| 3    | Peter Post          | Peugeot-Michelin-BP          | m.t.     |
| 4    | André Noyelle       | Dr. Mann                     | m.t.     |
| 5    | Vito Taccone        | Salvarani                    | a 7"     |
| 6    | Rudi Altig          | St.Raphael-Gitane-Campagnolo | a 8"     |
| 7    | Théo Nys            | -                            | a 14"    |
| 8    | Bastiaan Maliepaard | St.Raphael-Gitane-Campagnolo | a 24"    |
| 9    | François Mahé       | Pelforth-Sauvage-Lejeune     | m.t.     |
| 10   | Hans Junkermann     | Wiel's-Groene Leeuw          | m.t.     |